# Liste der Monuments historiques in Corme-Royal
Die Liste der Monuments historiques in Corme-Royal führt die Monuments historiques in der französischen Gemeinde Corme-Royal auf.

## Liste der Bauwerke
| Bezeichnung       | Beschreibung                                         | Standort | Kennzeichnung | Schutzstatus | Datum | Bild           |
| ----------------- | ---------------------------------------------------- | -------- | ------------- | ------------ | ----- | -------------- |
| Kirche St-Nazaire | 12. Jahrhundert, Glockenturm aus dem 15. Jahrhundert | (Lage)   | PA00104659    | Classé       | 1907  | weitere Bilder |
| Place de l’Église |                                                      | (Lage)   | PA00104660    | Classé       | 1938  |                |

## Liste der Objekte
Zum Verständnis siehe: Kirchenausstattung

### Kirche St-Nazaire
| Bezeichnung                | Beschreibung                                                             | Standort | Kennzeichnung | Schutzstatus | Datum | Bild           |
| -------------------------- | ------------------------------------------------------------------------ | -------- | ------------- | ------------ | ----- | -------------- |
| Gemälde La Sainte Famille  | mit Darstellung der Stifterin Françoise de Foix, 1636                    | (Lage)   | PM17000082    | Classé       | 1975  |                |
| Weihwasserbecken           | umgearbeitetes gallo-römisches Kapitell, Marmor                          | (Lage)   | PM17000080    | Classé       | 1908  | weitere Bilder |
| Altar                      | mit Tabernakel und vier Kerzenständern; Holz, vergoldet, 18. Jahrhundert | (Lage)   | PM17000083    | Classé       | 1982  |                |
| Glocke                     | Bronze, 1734                                                             | (Lage)   | PM17000081    | Classé       | 1939  |                |
| Skulptur Christus am Kreuz | Holz, 19. Jahrhundert                                                    | (Lage)   | PM17001225    | Inscrit      | 1981  |                |
| Taufbecken mit Deckel      | Stein, 18. Jahrhundert                                                   | (Lage)   | PM17001226    | Inscrit      | 1981  | weitere Bilder |